# Agrostis monteluccii
Agrostis monteluccii é uma espécie de gramínea do gênero Agrostis, pertencente à família Poaceae.